# Sematophyllum physaophyllos
Sematophyllum physaophyllos är en bladmossart som beskrevs av Brotherus 1925. Sematophyllum physaophyllos ingår i släktet Sematophyllum och familjen Sematophyllaceae. Inga underarter finns listade i Catalogue of Life.